# 청화루
청화루(淸和樓)는 관누정으로 객관(客館)과 함께  고려시대 장흥도호부의 치소를 구성하였다. 전라남도 장흥군 관산읍 방촌리 마을 앞 약 300m 지점에 있었던 것으로 알려져 있다.
고려시대 누대에 걸쳐 훈작과 식읍을 받은 장흥 임씨 집안은 조선 초까지 영주로서 장흥 지역을 다스렸는데, 이때 청화루는 객관과 함께 관청의 역할을 한 것으로 보인다.
세종실록 지리지에 따르면 조선 초까지 장흥도호부는 담양과 순천 2개 도호부,  무진(茂珍), 보성, 낙안 3개 군, 그리고 고흥, 능성, 화순, 동복, 옥과, 진원, 창평 7현을 관할하였다.
이후 조선시대 세종 1년에 문과(文科)에 급제하여 전라도관찰사 등을 지낸 임종선(任從善)이 당시 재건된 청화루에 기문을 적었다.
1. ↑  “한국매일 : 南道 정자기행(1630)-장흥 청화루(淸和樓)”. 2023년 6월 3일에 확인함.